# Rolf Wolfshohl
Rolf Wolfshohl   (Colònia, 27 de desembre de 1938 - 18 de setembre de 2024) va ser un ciclista alemany que fou professional entre 1960 i 1975.
Va prendre part tant en proves en ruta com de ciclocròs. Com a ciclista amateur va ser campió d'Alemanya en ruta el 1956, i campió i subcampió del món de ciclocròs el 1959 i 1958, respectivament. Com a professional destaquen els tres campionats del món de ciclocròs i els 13 campionats d'Alemanya de la mateixa especialitat. El 1968 va haver de retornar la seva medalla de plata guanyada al Campionat del Món de Ciclocròs a causa d'una prova de dopatge positiva.
Quant a les proves de ciclisme en ruta el seu gran èxit fou la victòria final a la Volta a Espanya de 1965 i la París-Niça de 1968, així com dues etapes al Tour de França i tenir l'honor de vestir-se de groc durant dues etapes de l'edició de 1968. També va guanyar el Campionat nacional en ruta de 1968.

## Palmarès en ciclocròs
- 1960
  -  Campió del món de ciclocròs
  -  Campió d'Alemanya de ciclocròs
- 1961
  -  Campió del món de ciclocròs
  -  Campió d'Alemanya de ciclocròs
- 1962
  -  Campió d'Alemanya de ciclocròs
- 1963
  -  Campió del món de ciclocròs
  -  Campió d'Alemanya de ciclocròs
- 1965
  -  Campió d'Alemanya de ciclocròs
- 1966
  -  Campió d'Alemanya de ciclocròs
- 1967
  -  Campió d'Alemanya de ciclocròs
- 1968
  -  Campió d'Alemanya de ciclocròs
- 1969
  -  Campió d'Alemanya de ciclocròs
- 1970
  -  Campió d'Alemanya de ciclocròs
- 1972
  -  Campió d'Alemanya de ciclocròs
- 1973
  -  Campió d'Alemanya de ciclocròs

## Palmarès en ruta
- 1959
  - 1r a la Volta a Limburg
- 1962
  - 1r del Gran Premi de la Bicicleta Eibarresa i vencedor de 2 etapes
  - 1r al Tour de l'Aude
  - Vencedor d'una etapa del Critèrium del Dauphiné Libéré
  - Vencedor d'una etapa del Tour del Sud-Est
- 1963
  - Vencedor d'una etapa de la París-Niça
- 1965
  -  1r de la Volta a Espanya
- 1967
  - Vencedor d'una etapa a la Volta a Espanya
  - Vencedor d'una etapa al Tour de França
- 1968
  -  Campió d'Alemanya en ruta
  - 1r de la París-Niça
- 1970
  - Vencedor d'una etapa al Tour de França

### Resultats al Tour de França
- 1962. 15è de la classificació general
- 1963. Abandona (4a etapa)
- 1965. Abandona (10a etapa)
- 1966. 39è de la classificació general
- 1967. 31è de la classificació general. Vencedor d'una etapa
- 1968. 6è de la classificació general. Porta el mallot groc durant 2 etapes
- 1970. 37è de la classificació general. Vencedor d'una etapa
- 1971. 71è de la classificació general
- 1972. 24è de la classificació general

### Resultats a la Volta a Espanya
- 1965. 1r de la classificació general
- 1967. 15è de la classificació general. Vencedor d'una etapa
- 1969. 8è de la classificació general
- 1971. 20è de la classificació general